# Idalima diversa
Idalima diversa là một loài bướm đêm trong họ Noctuidae.